# Sabiniano Cabañas Mecoleta
Sabiniano Cabañas Mecoleta, también conocido como fray Angélico Cabañas,  (Sesma, Navarra, 7 de junio de 1903 – Dehesa del Saler, Valencia, 15 de agosto de 1936) fue un religioso carmelita y pintor, perteneciente a la generación de pintores navarros nacidos entre finales del siglo XIX y comienzos del XX.

## Biografía
Fruto del matrimonio entre Manuel Antonio Cabañas Martínez de Falcón y Francisca Javiera Mecoleta Ceballos, nacieron varios hijos entre los que se encontraba Sabiniano. Este nació en el seno de una familia tradicionalista y carlista puesto que su padre fue presidente de los Veteranos Carlistas, mientras que sus hermanas y su madre pertenecieron a la organización femenina carlista de las «margaritas». Así pues, si bien varios de sus hermanos formaron parte de las milicias armadas carlistas de los requetés, Sabiniano y su hermano Roberto se convirtieron en religiosos carmelitas.
A raíz del carácter religioso de su familia, Sabiniano fue bautizado el 11 de junio de 1903 y casi dos años más tarde, el 15 de mayo de 1905, recibió el sacramento de la confirmación. Pese a que sus primeros años de vida los debió de pasar en Sesma y Zaragoza, donde ya mostraba un interés por la pintura puesto que dibujaba acerca de los objetos que había por su casa, en 1918 ingresó junto a su hermano Roberto en el Colegio Teresiano que los Carmelitas Descalzos regentaban en Burriana y Castellón de la Plana. Así pues, tras tres años estudiando tanto Sabiniano como su hermano vistieron el hábito carmelitano en el monasterio del Desierto de las Palmas en 1921 y un año después Sabiniano profesó con el nombre religioso de fray Angélico de la Virgen del Carmen.
Una vez estuvo inscrito en la Orden Carmelita, Sabiniano colaboró pintando algunos dibujos y viñetas para la revista valenciana El Carmelo y la revista pamplonica Obra Máxima. Siguiendo con su trayectoria, en 1922 decoró el camarín de la Virgen, en el convento de carmelitas descalzos de Corella, y un año más tarde, gracias a un dibujo en el que aparece el retrato de la Virgen de los Desamparados, recibió el premio del certamen artístico-literario organizado por la dirección de la revista Mater Desertorum. En 1923 había comenzado a estudiar Filosofía en Valencia y el año siguiente continuó formándose en el Desierto de las Palmas, aunque para el tercer curso volvió a la ciudad valenciana. Cursados los tres años de estudios filosóficos, los dos hermanos recibieron las cuatro órdenes menores y un año más tarde, en 1926, Sabiniano recibió la orden mayor del subdiaconado.
En 1927 Angélico Cabañas visitó el Museo del Prado para continuar desarrollando su espíritu pictórico y al año siguiente terminó un cuadro alegórico de la Virgen del Carmen protegiendo a la orden carmelitana. Asimismo, gracias a algunas cartas enviadas a a su familia, sabemos que por aquel entonces Sabiniano tenían pendiente de pintar varios retratos de Venerables de la Orden. Ese mismo año fray Angélico recibió su ordenación sacerdotal en Zaragoza y realizó su primera misa cantada en la iglesia de los Carmelitas Descalzos de Pamplona.

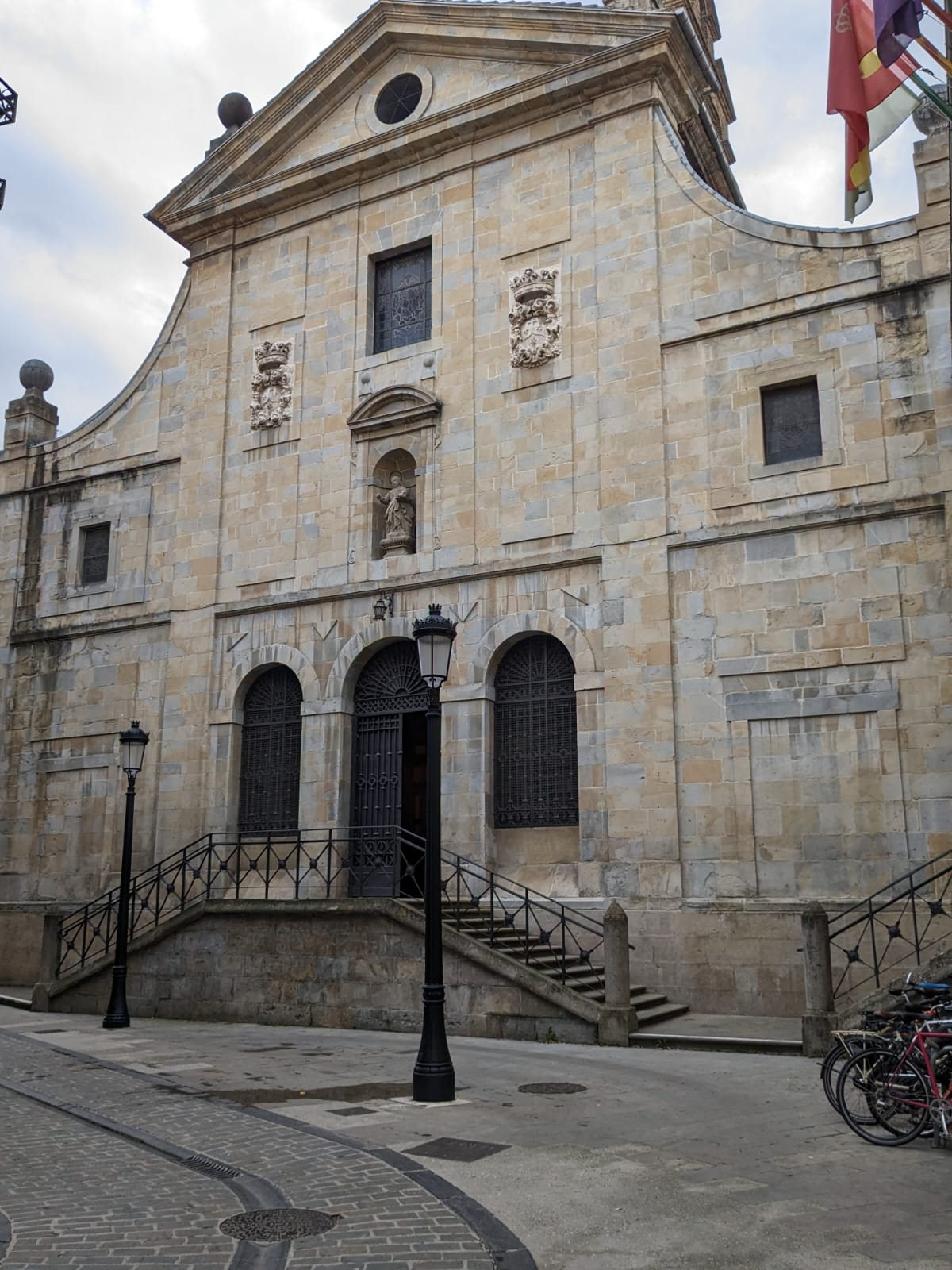
Convento de los Carmelitas Descalzos, Pamplona

En 1930 anunció a su familia su decisión de ingresar en la Academia de San Carlos de Valencia para realizar los cursos de Bellas Artes lo cual le mantuvo bastante ocupado pese a que no asistió demasiado a la academia. De todas formas, ante la petición por parte de su familia, ese año preparó una serie de bodegones y un par de cuadros de paisaje los cuales les envió.
En abril de 1931, con motivo de la proclamación de la II República, Sabiniano escribió a su familia la última carta de la que se tiene constancia, aunque se sabe que desde ese entonces hasta 1936 continuó con su legado artístico y varias de sus obras fueron expuestas. La II República supuso la desaparición de muchos conventos y casas religiosas, ejemplo de ello es el convento de la calle de Alboraya que fue incendiado en 1931 y que contenía diversas obras de arte de fray Angélico Cabañas las cuales no pudieron ser salvadas. A raíz de ello pintó varios cuadros para sustituir los quemados, todo ellos de temática religiosa y representando a personajes centrales de la historia de la orden del Carmen.
Posteriormente Sabiniano fue destinado al convento de Zaragoza, donde pintó una galería de los Venerables Descalzos primitivos más un gran cuadro alegórico de la Virgen del Carmen protegiendo a los carmelitas. Asimismo, en mayo de 1933 fueron expuestos cuarenta y ocho cuadros en el Centro Mercantil de la ciudad. Tan solo mes y medio después, fray Angélico expuso cuarenta y tres obras en la Escuela de Artes y Oficios de Pamplona y por esas mismas fechas también llevó a cabo una tercera exposición de sus cuadros en Madrid.
En 1935 los superiores de la Orden destinaron a Angélico Cabañas al convento de Valencia y en esta ciudad colgó otra exposición de sus cuadros con un total de sesenta y seis obras. En este caso llevó a cabo una manifestación plástica de sus propias vivencias de Dios y su convencimiento místico sobre las verdades de la fe en las que plasmó los siete pecados capitales y las siete virtudes opuestas a aquellos. También presenta temas evangélicos, escenas carmelitanas y simples bodegones.
Con el estallido de la Guerra Civil Sabiniano se refugió en una casa de Valencia situada en la calle Subida del Toledano, sin embargo, al poco tiempo se mudó a un piso de la calle Bordadores en el que la familia de Don Eduardo María Marco Prats le acogió. El 15 de agosto de 1936 fray Angélico Cabañas y el resto de varones que vivían en esa casa fueron llevados a la Dehesa del Saler y allí fueron fusilados. La familia de Sabiniano no tuvo conocimiento de su fusilamiento hasta finales de mayo de 1939, sin embargo, sus restos no fueron identificados y exhumados hasta el 22 de mayo de 1942, fecha en la cual el cuerpo fue trasladado al panteón de los Mártires que se erigió en el Convento del Desierto de las Palmas.

## Obra
Fray Angélico Cabañas fue un artista que dedicó su pintura a ejecutar una obra figurativa y realista. Lo tradicional y religioso impregnaron todo su quehacer estético dando pie a los tres grandes temas a los que recurre en su obra: figuras, composiciones religioso-alegóricas y bodegones.
Las figuras fueron sus obras principales, sin embargo, dentro de ellas destacaban los retratos en los cuales plasmó preferentemente las imágenes de sus compañeros de comunidad por su ejemplaridad y vida, tratando de mostrar la verdad de sus rostros y la transparencia de sus almas. Así pues, Sabiniano intentaba captar el aura sobrenatural que envuelve los carmelitas, aunque no hubiese sido capaz de mostrar tan bien la interioridad religiosa de sus personajes si no llega a ser por su experiencia personal como carmelita. Pese a que estos retratos de frailes carmelitas fueron muy abundantes, él también pintó cuadros de figura o de escenas religiosas, es decir, obras en que se representan figuras religiosas, junto a otras de tipo más popular. Asimismo, produjo algunos cuadros con figuras elaborados con un interés más intimista, etnográfico o religioso, a la par que llevó a cabo ciertos trabajos en acuarela en los que se representaban figuras históricas.
Respecto a sus composiciones religioso-alegóricas, estas fueron algo particular dentro de la pintura navarra del siglo XX, destacando los cuadros de la serie de los pecados capitales y las composiciones alegóricas que presentaban sueños, vicios, fantasías. Por un lado, los cuadros de la serie de los pecados capitales eran obras complejas y abigarradas en las que se trataban temas y formas de manera alegórica acompañadas de un sentido moralizante, construidas a base de figuras humanas, animales, paisajes... Por otro lado, las composiciones alegóricas se realizaron con la técnica del gouache y en ellas, gracias al uso de colores muy bien empastados, predominaba la luminosidad lo cual contribuyó a generar una representación estética surrealista de dichas alegorías. 
Por último, el bodegón era una temática con la que Sabiniano se sentía cómodo y fueron diversos los cuadros que hizo acerca de esta temática. Se trataban de bodegones que presentaban los elementos típicos de este tipo de obras y que seguían las pautas de la escuela española, por lo que no es de extrañar el carácter realista de las mismas.
Cabe añadir que fray Angélico firmaba en la parte inferior de sus composiciones con «FR. Angélico CD» y habitualmente aparece la fecha debajo de la firma.

### Cuadros
- Bodegón (1929)
- Damas en interior (1931)
- Personaje histórico (1931)
- Ermitaño disciplinándose (1932)
- Fraile en oración (1932)
- La lujuria (1932)
- Retrato del Padre Manuel Taggia (1932)
- Niño con fruta (1932)
- Bodegón de pescado (1933)
- El rincón de la despensa (1933)
- Retrato del Beato Eufrasio (1935)
- El mantón de Manila (1936)

### Exposiciones
- Exposición en el Centro Mercantil de Zaragoza (1933)
- Exposición en la Escuela de Artes y Oficios de Pamplona (1933)
- Exposición en Madrid (1933)
- Exposición en los salones de la Derecha Regional en Valencia (1935)

## Legado y distribución de la obra
El legado de fray Angélico Cabañas está agrupado principalmente en tres pinacotecas, aunque algunos de sus cuadros se encuentren repartidos por otros lugares. La primera de dichas pinacotecas es la del convento de Zaragoza la cual está conformada por algunas acuarelas y cuadros, pero lo que más destaca es por la galería de los Venerables Descalzos primitivos y por el cuadro alegórico de la Virgen del Carmen protegiendo a los carmelitas. La segunda pinacoteca se encuentra en el convento de los Carmelitas Descalzos de Valencia, siendo aquí donde se ubican muchas de sus composiciones más representativas de la temática de figuras. La última de las pinacotecas que conforma este grupo es la del Museo de Navarra puesto que en 1991 María Nieves Cabañas hizo una donación de cuatro cuadros a dicha institución.